# Universidade Americana do Cairo
A Universidade Americana do Cairo foi fundada em 1919 por norte-americanos dedicados à educação e serviço comunitário no Oriente Médio. A instituição tem contribuído para o crescimento social, político e cultural do mundo árabe. Também é uma encruzilhada de culturas do mundo.
É uma ponte entre as culturas do Oriente e Ocidente, ligando o Egito com o mundo através de pesquisa acadêmica, intercâmbio no estrangeiro, programas e parcerias com instituições acadêmicas e de investigação. 
AUC é um organismo independente, sem fins lucrativos, de igualdade de oportunidade, acreditado no Egito e nos Estados Unidos da América. Seu programa acadêmico está enraizado na educação centrada na prática e oferece uma intensa investigação de questões fundamentais em todos as grandes disciplinas. 
Possui quase 5000 estudantes provenientes de todos os cantos do Egito e de cem países ao redor do mundo. 
A AUC inclui programas e centros de pesquisa sobre o  Oriente Médio; Estudos americanos; a migração forçada e sobre  refugiados; gênero e estudos sobre as mulheres; filantropia e participação cívica, bem como programas de ensino especializado em língua árabe.
A universidade possui a maior biblioteca do idioma Inglês no Egito, e AUC imprensa é a principal editora de livros em língua Inglês no mundo árabe. A universidade tem um novo campus em Nova Cairo, representando um grande investimento no futuro da cidade, do país e da região.[carece de fontes?]

## Cursos de Graduação
- Ciências da computação
- Ciências políticas
- Estudos islâmicos
- Economia em desenvolvimento internacional
- Física
- Gênero e estudos da mulher
- Oriente Médio
- Políticas públicas e  Administração
- Estudos Europeus

## Mestrado
Possui vários cursos de mestrado, dentre eles:
- Sociologia e Antropologia
- Estudos árabes
- Economia
- Direito
- Jornalismo
- Gênero e estudos da mulher
- Ensino de Inglês
- Ensino de Árabe
- Administração
- Política Pública e Administração
- Engenharia Civil
- Engenharia Ambiental
- Engenharia Mecânica
- Física
- Ciência da computação
- Biotecnologia

## Principais Universidades do Egito
- Universidade do Cairo
- Mansoura University
- Universidade Alemã do Cairo